# Ким, Жаклин
Жаклин Джоан Ким (родилась 31 марта 1965 г.) — американская писательница, актриса, режиссёр и композитор. Она была номинирована на премию FIND Independent Spirit за лучшую женскую роль второго плана в фильме «Иногда Шарлотта».

## Ранние годы
Ким родилась в Цинциннати, штат Огайо, в семье корейцев младшей из трёх девочек. Она выросла в Блумфилд-Хиллзе, штат Мичиган, и начала играть с 14 лет «в маленьком театре на улице под названием „Уиллоу Уэй“». Она окончила среднюю школу Блумфилд Хиллз Ласер. Затем она получила степень бакалавра изящных искусств в Театральной школе Университета ДеПола в Чикаго.

## Карьера
После окончания театральной школы Ким начала играть на сценах Чикаго, Шекспировского театра (округ Колумбия) и в итоге оказалась в Миннеаполисе. На протяжении четырёх сезонов в Театре Гатри у Ким были такие роли, как Нина в «Чайке», главная роль в «Электре» и Фокион/Принцесса в «Триумфе любви». В конце 1993 года она переехала в Лос-Анджелес и начала свою карьеру в кино, сыграв главные роли в двух фильмах: «Звёздный путь: Поколения» и «Разоблачение» Барри Левинсона. За этими ролями последовала работа с Томми Ли Джонсом в «Вулкане» . В 1999 году она сыграла Йона Грина, бангкокского поверенного и адвоката Клэр Дейнс и Кейт Бекинсейл, в «Разрушенном дворце». В 2001 году она разделила главную роль в фильме «Оператор» по сценарию и постановке Джона Дихтера с Майклом Лоуренсом и Стивеном Тоболовски. Её прорывным фильмом и выступлением стал фильм Эрика Байлера «Иногда Шарлотта», который кинокритик Роджер Эберт привёз на свой кинофестиваль «Упущенный из виду». Эта роль была отмечена двумя номинациями на премию FIND Independent Spirit Award за работу Ким в роли Шарлотты и за фильм (премия Джона Кассаветиса).
Ким также известна своей работой в эпопее из двух частей «Долг, часть I и II» для телесериала «Зена — королева воинов», где сыграла духовную наставницу Зены, Лао Ма. В 2004 году она выиграла премию LA Drama Critics' Circle за лучшую женскую роль в постановке East West Players «Страсть». В 2011 году она выпустила свой первый мини-альбом This I Heard (песня и мелодии, часть I) .
В 2015 году Ким закончила работу над фильмом «Выгода». Она была соавтором и продюсером фильма вместе с режиссёром Дженнифер Пханг, в главных ролях — Дженнифер Эль, Джеймс Урбаниак и Кен Чонг.

## Фильмография
| Год     | Заголовок                | Роль                      | Заметки                                                                          |
| ------- | ------------------------ | ------------------------- | -------------------------------------------------------------------------------- |
| 1992 г. | Могучие утята            | Джейн                     |                                                                                  |
| 1993 г. | Травма                   | Алиса                     |                                                                                  |
| 1994 г. | Разоблачение             | Синди Чанг                |                                                                                  |
| 1994 г. | Звёздный путь: Поколения | Энсин Демора Сулу         |                                                                                  |
| 1994 г. | Белая миля               | Мишель Стефанофф          | Телевидение                                                                      |
| 1995 г. | Здание суда              | Эми Чен                   | Телевидение 6 серий                                                              |
| 1997 г. | Вулкан                   | Джей Колдер               |                                                                                  |
| 1997 г. | Зена: королева воинов    | Лао Ма                    | Телевидение. Эпизоды: «Долг, часть I» и «Долг, часть II»                         |
| 1999 г. | Разрушенный дворец       | Йон Грин                  |                                                                                  |
| 2000 г. | Оператор                 | Оператор                  |                                                                                  |
| 2000 г. | Скорая помощь            | Линда Рид                 | Телевидение. Эпизод: «Величайший из подарков»                                    |
| 2001 г. | Знак Голливуда           | Паула Карвер              |                                                                                  |
| 2001 г. | Западное крыло           | лейтенант Эмили Ловенбрау | Телевидение. Эпизод: «Восход плохой луны»                                        |
| 2002 г. | Шарлотта Иногда          | Шарлотта/Дарси            | Номинант на премию Independent Spirit Award за лучшую женскую роль второго плана |
| 2002 г. | В поисках Сезанна        | Марта Бек                 | Признана соавтором                                                               |
| 2005 г. | Красные двери            | Саманта Вонг              |                                                                                  |
| 2006 г. | Подарок                  |                           | Сценарист, режиссёр и продюсер                                                   |
| 2006 г. | Порог                    | Рэйчел                    | Телевидение. Эпизоды: «Вспышка» и «Линчеватель».                                 |
| 2015    | Выгодный                 | Гвен                      | Сценарист и продюсер                                                             |